# Lamprosema griseolineata
Lamprosema griseolineata là một loài bướm đêm trong họ Crambidae.